# Académie des Hauts Cantons
L'Académie des Hauts Cantons est une société savante, fondée le 25 mai 2006, dont le siège est situé au Vigan (Gard).
Elle rayonne sur les hauts cantons de l'Hérault, du Gard, et sur le sud des départements de l'Aveyron et de la Lozère.

## Historique
Envisagée dès 1776, par deux Viganais, Jules André César de Ginestous et le docteur Rouger[Lequel ?], à une époque où les sociétés savantes fleurissaient dans toute la France sous l'impulsion des encyclopédistes, sa création a été ensuite plusieurs fois évoquée au XIXe siècle sans pour autant voir le jour.
L'Académie des Hauts Cantons - Arts, Sciences et Belles Lettres, est constituée le 25 mai 2006 par dix membres fondateurs, parmi lesquels :
- les anciens résistants Lucie Aubrac, Raymond Aubrac,
- les écrivains Edmond Reboul et Maurice-Yves Castanier,
- le graveur et dessinateur Jean-Marie Granier,
- le chirurgien Alain Diméglio, vice-doyen de la Faculté de Médecine de Montpellier.

Cette société savante participe à la conservation et à la promotion du patrimoine historique, culturel et économique de la région située entre Le Vigan et Lodève. Elle s'implique plus particulièrement dans les domaines des beaux-arts, des sciences et des lettres.
Depuis septembre 2009, l'Académie des Hauts Cantons est un organisme agréé d'intérêt général. Elle est référencée dans l'annuaire des sociétés savantes et sur le site du CTHS.

## Archives et collections
L'Académie dispose d'une bibliothèque de travail composée d'ouvrages régionaux anciens ainsi que des documents originaux (correspondances, manuscrits divers et imprimés) des XVIIIe, XIXe et XXe siècles relatifs à l'histoire des Cévennes (Pays viganais, Aigoual...) et du Lodévois-Larzac, regroupés en fonds : Fonds Ancien, Fonds Teissier du Cros (comprend des sous-ensembles concernant les archives privées du docteur Paul Cololian, de sa fille Odette Teissier du Cros, des familles protestantes Manoël de Nogaret et Pelon).

## Publications
L'Académie des Hauts Cantons publie tous les deux ans un recueil de Mémoires qui rassemble les communications et interventions de ses membres.
Elle  publie également un annuaire qui est répertorié à la Bibliothèque Nationale de France.

## Organisation

### Secrétaires perpétuels
- [2006] — Maurice-Yves Castanier
- [2006-2012] — Marion Mavel
- [2012-2018] — Romain Daudé
- [2018-2021] — Jean-François Zorn
- [2022] — Antoine Grand d'Esnon

## Membres
- Raymond Aubrac
- Lucie Aubrac
- Gérard Boudet
- Michel Bresson
- Jean-Frédéric Brun
- Jean-Claude Brunon
- Maurice-Yves Castanier
- Francis Cavalier-Bénézet
- Jean-Michel Cornu de Lenclos
- Jean-Pierre Dedet
- Omer Faidherbe
- Jean-Marie Granier
- Yves Jaffrennou
- Gisèle Jónsson
- Robert Killick-Kendrick
- Pierre Paulin
- Jacques Poujol
- Edmond Reboul
- Madeleine Souche
- André Teissier du Cros
- Maïa Wodzislawska-Paulin
- Jean-François Zorn